# Premio al mejor Baloncestista Masculino del Año de la Mid-American Conference
El Premio al mejor Baloncestista Masculino del Año de la Mid-American Conference (en inglés, Mid-American Conference Men's Basketball Player of the Year) es un galardón que otorga la Mid-American Conference al jugador de baloncesto masculino más destacado del año. El premio fue entregado por primera vez en la temporada 1967–68. Cuatro jugadores han ganado el galardón en varias ocasiones: Tom Kozelko, Ron Harper, Gary Trent y Bonzi Wells. Trent es el único jugador que lo ha conseguido tres veces (1993–95). A lo largo de la historia del premio no ha habido ningún año con doble ganador.
Ohio es la universidad con más ganadores con once, seguido de Toledo con ocho. Todos los actuales miembros de la MAC cuentan con al menos un vencedor del premio.

## Ganadores

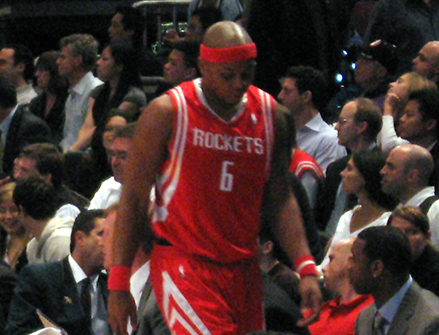
Bonzi Wells ganó el premio en 1996 y 1998 con Ball State.

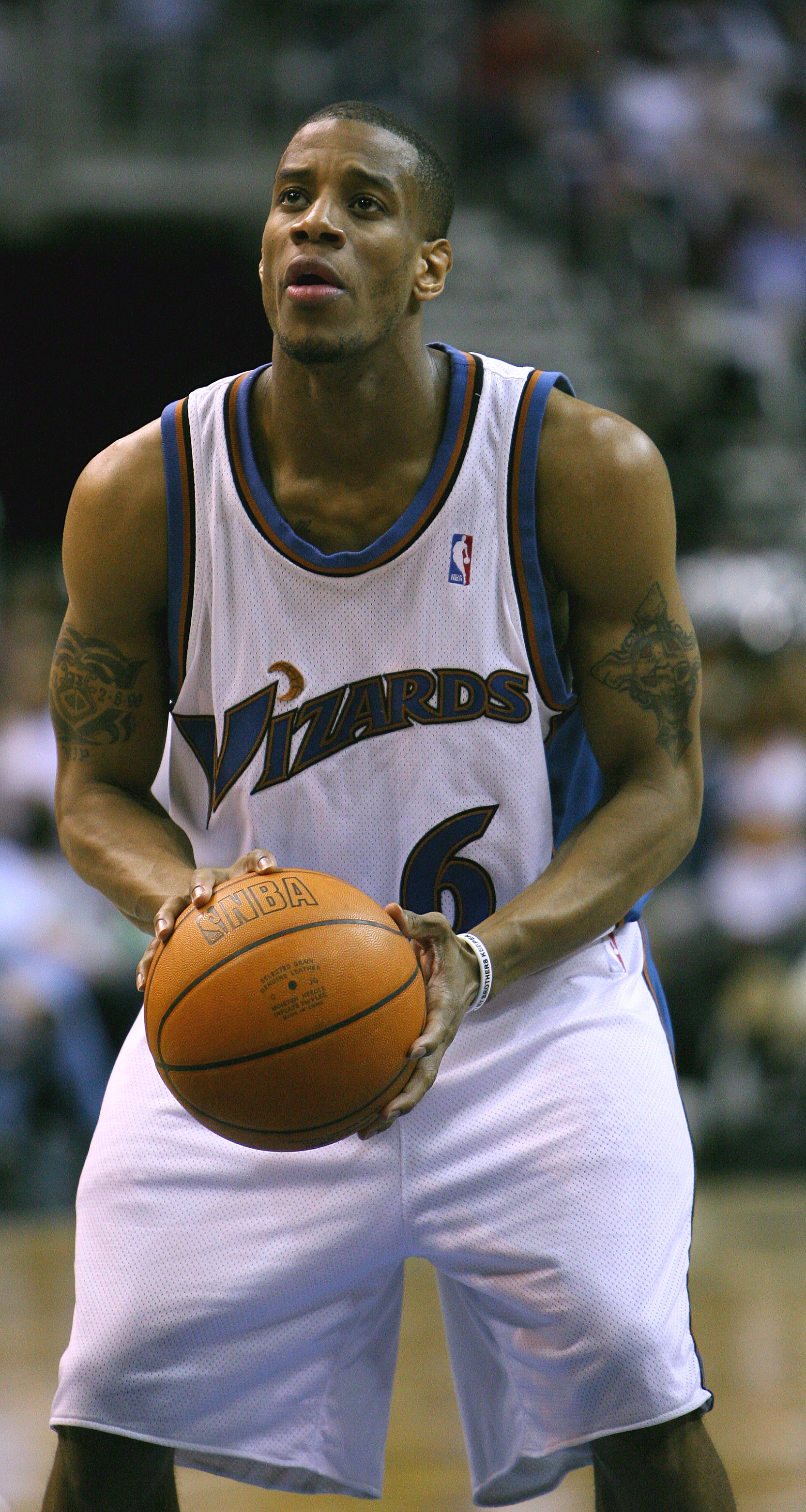
Antonio Daniels ganó el premio en 1997 con Bowling Green.

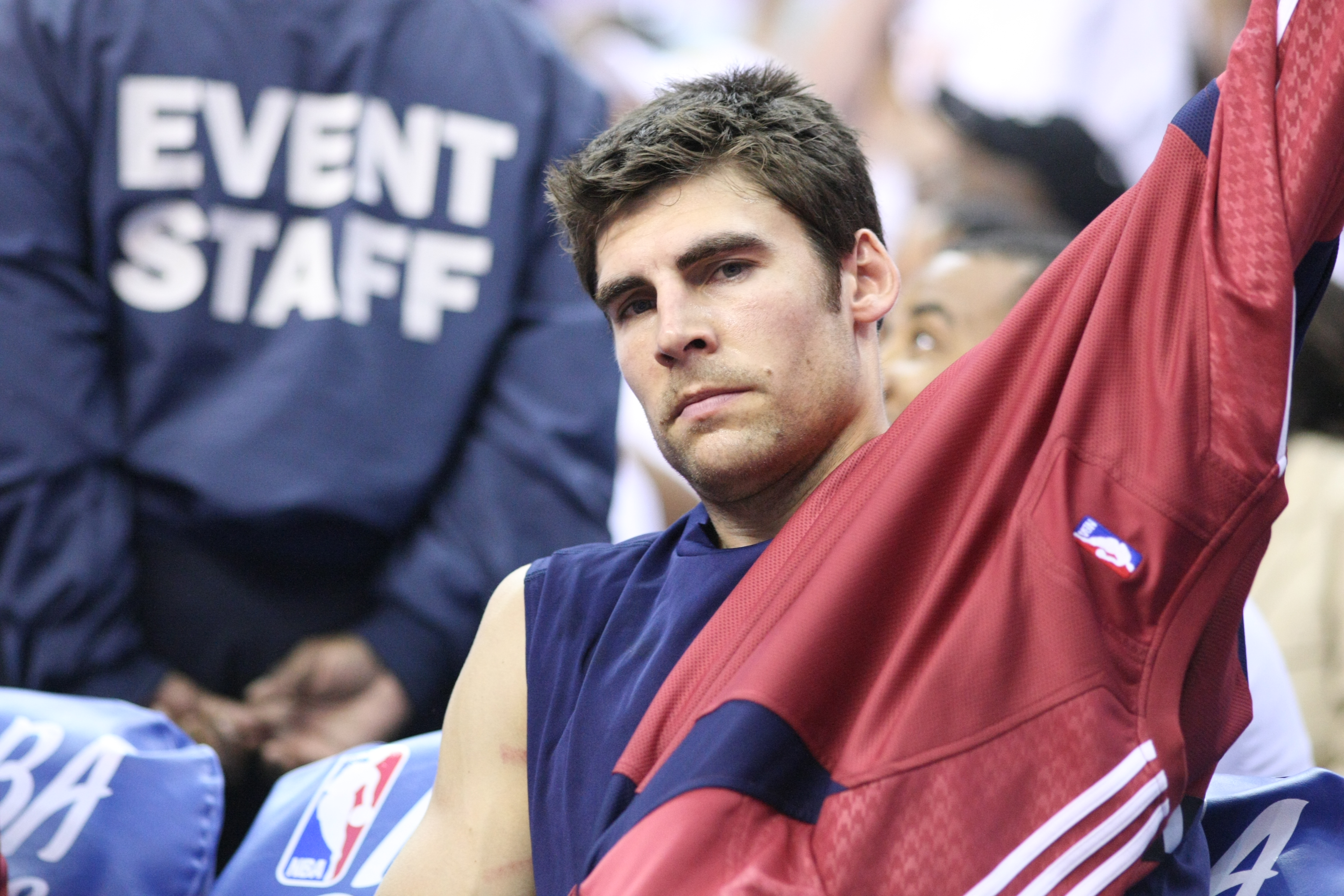
Wally Szczerbiak ganó el premio en 1999 con Miami.

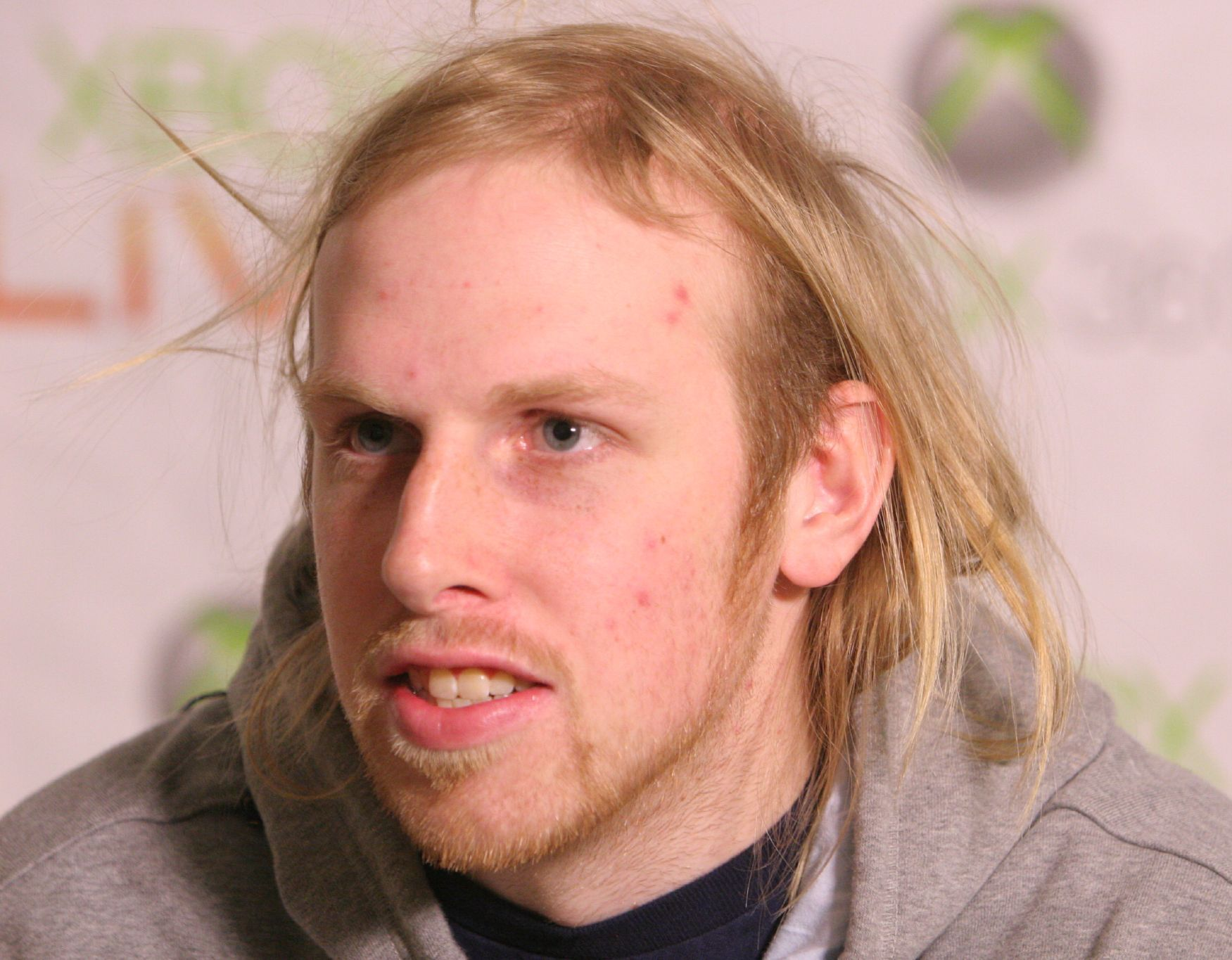
Chris Kaman ganó el premio en 2003 con Central Michigan.

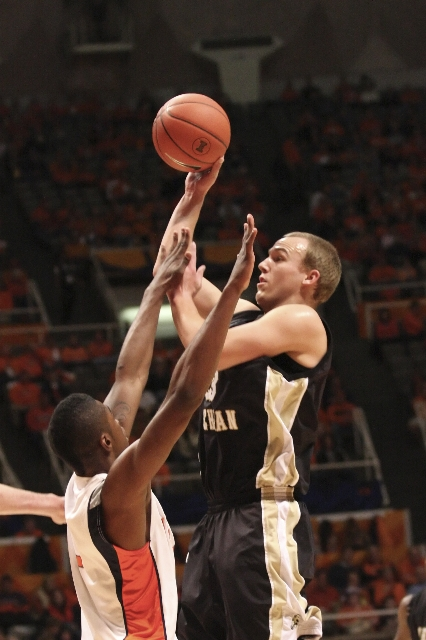
David Kool ganó el premio en 2010 con Western Michigan.

| †           | Co-Jugadores del Año                                                                                                |
| *           | Ganador del premio al mejor universitario del año: el Naismith College Player of the Year o el John R. Wooden Award |
| Jugador (X) | Denota el número de veces que ha conseguido el galardón                                                             |

| Temporada | Jugador            | Universidad       | Posición        | Curso     | Referencia |
| --------- | ------------------ | ----------------- | --------------- | --------- | ---------- |
| 1967–68   | Fred Foster        | Miami             | Alero           | Senior    |            |
| 1968–69   | Steve Mix          | Toledo            | Pívot           | Senior    |            |
| 1969–70   | Jim Penix          | Bowling Green     | Escolta         | Senior    |            |
| 1970–71   | Ken Kowall         | Ohio              | Base/Escolta    | Senior    |            |
| 1971–72   | Tom Kozelko        | Toledo            | Ala-Pívot       | Junior    |            |
| 1972–73   | Tom Kozelko (2)    | Toledo            | Ala-Pívot       | Senior    |            |
| 1973–74   | Walter Luckett     | Ohio              | Escolta         | Senior    |            |
| 1974–75   | Dan Roundfield     | Central Michigan  | Ala-Pívot/Pívot | Senior    |            |
| 1975–76   | Jeff Tyson         | Western Michigan  | Alero           | Senior    |            |
| 1976–77   | Matt Hicks         | Northern Illinois | Ala-Pívot       | Senior    |            |
| 1977–78   | Archie Aldridge    | Miami             | Ala-Pívot       | Senior    |            |
| 1978–79   | Paul Dawkins       | Northern Illinois | Alero           | Senior    |            |
| 1979–80   | Jim Swaney         | Toledo            | Alero           | Senior    |            |
| 1980–81   | Harvey Knuckles    | Toledo            | Alero           | Senior    |            |
| 1981–82   | Melvin McLaughlin  | Central Michigan  | Escolta         | Junior    |            |
| 1982–83   | Ray McCallum       | Ball State        | Base            | Senior    |            |
| 1983–84   | John Devereaux     | Ohio              | Pívot           | Senior    |            |
| 1984–85   | Ron Harper         | Miami             | Escolta         | Junior    |            |
| 1985–86   | Ron Harper (2)     | Miami             | Escolta         | Senior    |            |
| 1986–87   | Booker James       | Western Michigan  | Alero/Escolta   | Senior    |            |
| 1987–88   | Grant Long         | Eastern Michigan  | Ala-Pívot       | Senior    |            |
| 1988–89   | Paul Graham        | Ohio              | Alero/Escolta   | Senior    |            |
| 1989–90   | Dave Jamerson      | Ohio              | Escolta         | Senior    |            |
| 1990–91   | Marcus Kennedy     | Eastern Michigan  | Ala-Pívot       | Senior    |            |
| 1991–92   | Lewis Geter        | Ohio              | Alero           | Senior    |            |
| 1992–93   | Gary Trent         | Ohio              | Ala-Pívot       | Freshman  |            |
| 1993–94   | Gary Trent (2)     | Ohio              | Ala-Pívot       | Sophomore |            |
| 1994–95   | Gary Trent (3)     | Ohio              | Ala-Pívot       | Junior    |            |
| 1995–96   | Bonzi Wells        | Ball State        | Alero           | Sophomore |            |
| 1996–97   | Antonio Daniels    | Bowling Green     | Base            | Senior    |            |
| 1997–98   | Bonzi Wells (2)    | Ball State        | Alero           | Senior    |            |
| 1998–99   | Wally Szczerbiak   | Miami             | Alero/Escolta   | Senior    |            |
| 1999–00   | Anthony Stacey     | Bowling Green     | Alero           | Senior    |            |
| 2000–01   | David Webber       | Central Michigan  | Base            | Junior    |            |
| 2001–02   | Keith McLeod       | Bowling Green     | Escolta         | Senior    |            |
| 2002–03   | Chris Kaman        | Central Michigan  | Pívot           | Junior    |            |
| 2003–04   | Mike Williams      | Western Michigan  | Alero/Ala-Pívot | Sophomore |            |
| 2004–05   | Turner Battle      | Buffalo           | Base            | Senior    |            |
| 2005–06   | DeAndre Haynes     | Kent State        | Base            | Senior    |            |
| 2006–07   | Romeo Travis       | Akron             | Alero           | Senior    |            |
| 2007–08   | Al Fisher          | Kent State        | Base/Escolta    | Junior    |            |
| 2008–09   | Michael Bramos     | Miami             | Escolta/Alero   | Senior    |            |
| 2009–10   | David Kool         | Western Michigan  | Base/Escolta    | Senior    | [ 1 ]      |
| 2010–11   | Justin Greene      | Kent State        | Alero           | Junior    | [ 2 ]      |
| 2011–12   | Mitchell Watt      | Buffalo           | Pívot           | Senior    | [ 3 ]      |
| 2012–13   | D. J. Cooper       | Ohio              | Base            | Senior    | [ 4 ]      |
| 2013–14   | Javon McCrea       | Buffalo           | Ala-Pívot       | Senior    | [ 5 ]      |
| 2014–15   | Justin Moss        | Buffalo           | Alero           | Junior    | [ 6 ]      |
| 2015–16   | Antonio Campbell   | Ohio              | Alero           | Junior    | [ 7 ]      |
| 2016–17   | Isaiah Johnson     | Akron             | Pívot           | Senior    | [ 8 ]      |
| 2017–18   | Tre'Shaun Fletcher | Toledo            | Escolta / Alero | Senior    | [ 9 ]      |
| 2018–19   | C. J. Massinburg   | Buffalo           | Escolta         | Senior    | [ 10 ]     |
| 2019–20   | Loren Jackson      | Akron             | Base            | Junior    | [ 11 ]     |
| 2020–21   | Marreon Jackson    | Toledo            | Base            | Senior    | [ 12 ]     |
| 2021–22   | Sincere Carry      | Kent State        | Base            | Junior    | [ 13 ]     |
| 2022–23   | RayJ Dennis        | Toledo            | Escolta         | Senior    | [ 14 ]     |
| 2023–24   | Enrique Freeman    | Akron             | Ala-Pívot       | Graduado  | [ 15 ]     |
| 2024–25   | Nate Johnson       | Akron             | Base            | Junior    | [ 16 ]     |

## Ganadores por universidad
| Universidad (en MAC desde)    | Premios | Años                                                             |
| ----------------------------- | ------- | ---------------------------------------------------------------- |
| Ohio (1947)                   | 11      | 1971, 1974, 1984, 1989, 1990, 1992, 1993, 1994, 1995, 2013, 2016 |
| Toledo (1951)                 | 8       | 1969, 1972, 1973, 1980, 1981, 2018, 2021, 2023                   |
| Miami (1948)                  | 6       | 1968, 1978, 1985, 1986, 1999, 2009                               |
| Buffalo (1999)                | 5       | 2005, 2012, 2014, 2015, 2019                                     |
| Akron (1992)                  | 5       | 2007, 2017, 2020, 2024, 2025                                     |
| Kent State (1951)             | 4       | 2006, 2008, 2011, 2022                                           |
| Bowling Green (1952)          | 4       | 1970, 1997, 2000, 2002                                           |
| Central Michigan (1972)       | 4       | 1975, 1982, 2001, 2003                                           |
| Western Michigan (1948)       | 4       | 1976, 1987, 2004, 2010                                           |
| Ball State (1973)             | 3       | 1983, 1996, 1998                                                 |
| Eastern Michigan (1972)       | 2       | 1988, 1991                                                       |
| Northern Illinois (1973/1997) | 2       | 1977, 1979                                                       |